# Steady State Training
Lo Steady State Training (SST), detto anche Continuous training (CT), traducibile in italiano come Allenamento in stato costante o Allenamento continuo, è quel metodo di allenamento aerobico che prevede di mantenere la frequenza cardiaca costante, in genere entro range tra le moderata e la medio-alta intensità, cioè tra circa il 60 e l'80% della frequenza cardiaca massima (FCmax), o tra il 50 e il 75% del massimo consumo di ossigeno (VO2max). Tale strategia rappresenta la classica modalità con cui viene svolta l'attività di endurance, pertanto viene spesso etichettato anche come Endurance training.
Lo Steady State Training si contrappone all'altra grande categoria di allenamenti cardiovascolari aerobici/anaerobici rappresentata dall' Interval training, in cui l'attività fisica viene intervallata o alternata da periodi di riposo o di recupero attivo.

## Caratteristiche
Lo Steady State Training (SST) è il tipo di esercizio fisico aerobico più popolare e il più facile da programmare, perché viene caratterizzato dall'esecuzione dell'allenamento con un andamento costante per lunghe distanze, vale a dire che la frequenza cardiaca non subisce variazioni durante l'esercizio, e viene mantenuta invariata in una delle Zone di allenamento. L' intensità - parametro legato all'entità dello sforzo e alla frequenza cardiaca o al consumo di ossigeno - prevista nel SST in genere varia da valori intermedi a medio-alti, cioè tra il 60 e l'80% del VO2max o della FCmax, mentre il volume - parametro che nel contesto aerobico assume il significato di durata o distanza - trova valori mediamente elevati. L’intensità applicata dovrebbe essere sufficientemente elevata da poter portare ad adattamenti fisiologici. Considerando i livelli di intensità intermedi, l'esecutore ha la capacità di protrarre l'attività per lunghi periodi di tempo.
I benefici indotti dallo Steady State Training sono molteplici, a partire dal miglioramento della condizione cardio-cicolatoria e dalla riduzione del grasso corporeo. Questo è particolarmente indicato anche per sviluppare la capacità di resistenza aerobica (endurance) e per alzare la soglia anaerobica. Se volto a basse intensità, può essere indicato per soggetti che iniziano ad approcciare all'esercizio fisico aerobico, per i sedentari, per gli obesi, per gli atleti in fase di riabilitazione da infortuni, e per bambini e anziani, perché ritenuto un tipo di allenamento generalmente più sicuro e confortevole. L'SST che supera un'ora di durata è molto comune tra gli entusiasti del fitness, tra cui atleti di endurance come triatleti, fondisti o maratoneti. Molti di questi atleti si allenano alla stessa intensità richiesta nella loro performance specifica.
Il reclutamento specifico delle unità motorie è dipendente dell’intensità dell'esercizio. L'SST in particolare può essere meglio sfruttato dagli atleti di endurance che ricercano degli adattamenti muscolari sulla resistenza aerobica, e quindi sulle fibre muscolari di tipo 1 (o lente). Al contrario l'interval training pone sotto maggiore stress le fibre di tipo 2 (rapide), sviluppando una maggiore capacità di potenza e breve durata.

### Steady State Trainingsu macchine cardiofitness
Lo Steady State Training viene svolto molto comunemente sulle macchine cardio a controllo elettronico in dotazione in tutte le palestre, che permettono di mantenere la frequenza cardiaca costante. I macchinari cardio offrono la possibilità di ottimizzare l'allenamento aerobico tramite il costante monitoraggio della frequenza cardiaca. Questi apparecchi permettono di impostare una difficoltà o una resistenza specifica per fare in modo che si adegui al range della frequenza cardiaca ricercato (carico interno), relativo alle determinate Zone di allenamento. Oltre a fornire il vantaggio di mantenere la frequenza cardiaca costante, viene impedito all'esecutore di superare la soglia anaerobica, la quale viene raggiunta ad intensità medio-alte, e che potrebbe ridurre la durata dell'esercizio. L'SST su macchine cardio semplifica ulteriormente l'organizzazione dell'allenamento, in quanto oltre al mantenimento della frequenza cardiaca costante, più semplice da monitorare, necessita di scarso spazio per essere svolto, e si avvale solo di attrezzature aerobiche. Anche se spesso viene impiegato un solo macchinario (modalità monomacchina), è possibile alternare l'esecuzione di diverse stazioni a circuito su diversi esercizi durante l'esercizio, per renderlo più piacevole e meno noioso.

### Intensità per loSteady State Training
Nell'attività aerobica è possibile misurare l’intensità in maniera precisa mediante cardiofrequenzimetro e la frequenza cardiaca, o la percentuale del massimo consumo di ossigeno (% VO2max). Questi parametri, in quanto espressione del carico interno, possono riflettere esattamente l’intensità del lavoro. Per quanto riguarda la frequenza cardiaca, si può fare affidamento sui valori della formula di Cooper (220-età), o delle più complesse e precise formule di Tanaka, o di Londeree. Altrimenti è possibile calcolare la frequenza cardiaca di allenamento mediante la più precisa formula di Karvonen. Una volta stabilita la percentuale allenante della frequenza cardiaca tramite formule più o meno precise, è possibile risalire all’intensità relativa, rientrando in una delle 5 Zone di allenamento.
Le intensità solitamente indicate per lo svolgimento del SST vengono riconosciute tra i livelli medio e l'alto, tra il 60 e l'80% del VO2max o attorno al 70% della FCmax (HRmax). L'andamento esatto in realtà può essere piuttosto vario, ma viene raccomandato di non superare una soglia minima per assicurare degli adattamenti fisiologici. Anche se l'SST viene generalmente inteso come un allenamento ad andamento costante per lunghe distanze e moderate intensità, non necessariamente tutte le sedute devono essere mantenute a questi livelli. Ad esempio è possibile ridurre il volume (durata o distanza percorsa) dell'allenamento e innalzare l’intensità per avvicinarsi alla soglia anaerobica al fine di stimolare sia il sistema energetico aerobico che quello anaerobico lattacido glicolitico. Allenamenti ad andamento più lento stimolano il sistema aerobico migliorando la capacità di rimuovere l'acido lattico che viene maggiormente prodotto durante l'esercizio ad alte intensità. Variare il ritmo degli allenamenti può offrire un ulteriore stimolo sugli adattamenti fisiologici, favorendo una maggiore varietà e rendendoli meno monotoni.

### Le modalità di SST
Lo Steady State Training viene riconosciuto con svariati sinonimi, alcuni dei quali però fanno riferimento più precisamente a delle modalità o delle varianti specifiche. Il concetto di Steady State o Continuous Training si rivolge in generale all'attività cardio a frequenza costante, anche se spesso viene definito come un esercizio per definizione a moderata intensità e protratto per lunghe distanze o periodi, perché si presenta la modalità più comune in cui l'esercizio stesso viene svolto. In realtà lo Steady State o Continuous Training può essere rivolto anche ad allenamenti che, pur mantenendo l'intensità, l'andamento, e quindi la frequenza cardiaca a un livello costante, vengono svolti ad intensità superiori - in prossimità della soglia anaerobica - e che quindi possono riuscire ad attivare in maniera molto più marcata il metabolismo anaerobico e il consumo di carboidrati piuttosto che dei grassi. Ecco che lo Steady State o Continuous Training viene suddiviso in sottocategorie.
Nel caso in cui esso venga impostato a moderate intensità e venga protratto per lunghe distanze o periodi, esso viene denominato come Long Slow Distance (LSD) Training (Allenamento lento a lunga distanza), come Low Intensity Endurance Training (LIET) o come Low Intensity Steady State (LISS) training. Le intensità moderate previste da questo protocollo sono riconoscibili in un range tra il 50 e il 75% del massimo consumo di ossigeno (VO2max), o tra il 60 e l'80% della frequenza cardiaca massima (FCmax).
Mentre nei casi in cui lo Steady State o Continuous Training preveda maggiori intensità, esso può assumere il nome di High Intensity Endurance Training. Le alte intensità previste dal High Intensity Endurance Training vengono riconosciute tra l'85 e il 90% della FCmax. Quando l’High Intensity Endurance Training viene portato precisamente ai livelli della soglia anaerobica può essere definito come Maximal steady state training, LT training o Tempo runs. Il maximal steady state training serve essenzialmente ad allenare e a migliorare la fisiologia del corpo per essere più resistente nella sua produzione di lattato. In altre parole, un atleta amatore può correre più veloce senza lavorare di più. L'atleta appassionato produce meno lattato, che a sua volta si traduce in una diminuzione della concentrazione di H+ a parità di intensità. Quindi è possibile disporre di prestazioni migliori durante l'allenamento allo stesso livello di intensità.

#### Long Slow Distance(LSD) oLow Intensity Steady State(LISS)Training
Più precisamente le intensità inferiori del SST indicate per gli atleti sarebbero tra il 70 e l'80% del VO2max, mentre per le persone che intendono migliorare o mantenere lo stato di benessere vengono indicati livelli tra il 50 e il 60%-75% del VO2max, o tra il 50 e il 75% della FCmax. L'SST a basse intensità può essere sfruttato per diverse finalità, tra cui migliorare lo stato di fitness da parte degli adulti e anziani, oppure durante le prime fasi di un allenamento aerobico in diversi sport. L'LSD, o SST a bassa intensità, è probabilmente la forma di allenamento aerobico più popolare e sicura, e proprio per questo è indicata per i non atleti. L'LSD training divenne molto popolare dagli anni sessanta, ma venne introdotto negli anni venti dal dottor Ernst Van Auken, un fisiologo e allenatore tedesco. In questo caso l'obiettivo principale è la distanza o la durata (potenzialmente intesa anche come volume), piuttosto che la velocità o l’intensità. L'LSD è meno stressante a livello cardiovascolare e respiratorio, ma distanze estreme possono portare ad un'usura delle articolazioni e ad una degenerazione del tessuto muscolare e delle giunture.

#### High Intensity Endurance Training(HIET)
L'SST ad alte intensità, attorno all'85% del VO2max per gli atleti, e attorno al 60% del VO2max per i non atleti, viene generalmente raccomandato per coloro che sono già fisicamente atletici. Viene ritenuto un allenamento utile per migliorare la capacità cardiovascolare e cardiorespiratoria, e la potenza aerobica. Alcuni autori definiscono l’High Intensity Endurance Training come uno Steady State eseguito tra l'85 e il 95% della FCmax. Per diversi atleti questa intensità potrebbe sottostare o superare la soglia anaerobica. Evidenze scientifiche hanno dimostrato chiaramente che i maratoneti corrono ad un livello che si mantiene sulla soglia anaerobica o molto vicino ad essa. Ricerche hanno rivelato che nel contesto dell'attività aerobica, l'intensità in cui l'energia derivata dai carboidrati prevale su quella derivata dai grassi (definito crossover point) avviene a circa il 70-75% del VO2max. Ad ogni modo, recenti evidenze riconoscono i vantaggi delle esercizio aerobica ad alta intensità (non intensità anaerobiche), suggerendo che questi livelli siano maggiormente adatti all'aumento del fitness aerobico rispetto all'esercizio a moderata intensità.

#### Steady statediviso
Esiste un'ulteriore modalità in cui può essere svolto lo Steady State, cioè in modalità divisa (split session). Questa consiste nel sospendere la prestazione per un certo periodo di tempo (10-60 minuti) per poi ripetere l'esercizio. Per esercizio aerobico diviso in altri termini si intende l'esecuzione di normali prestazioni aerobiche ad andamento costante (steady state training) di durata variabile (15-60 minuti) divise da uno o più periodi di riposo di durata altrettanto variabile (10-60 minuti). Ad esempio, una sessione aerobica divisa può consistere in una prestazione steady state (ad andamento costante) a moderata intensità per 20 minuti, a cui segue un periodo di riposo totale per 20 minuti, per poi eseguire nuovamente una prestazione steady state da 20 minuti analoga alla precedente. Questo processo può essere ripetuto più di una volta. L'utilità di questo metodo può essere ritrovata in una maggiore ossidazione di grasso. Stich et al. (2000), analizzarono gli effetti di due prestazioni Steady State condotte al 50% del VO2max, entrambe della durata di 60 minuti, che venivano separate da 60 minuti di riposo. Essi dimostrarono che la seconda tra le due sedute favoriva un maggior consumo di grasso rispetto alla prima. Goto et al. (2007) dimostrarono che due sessioni steady state da 30 minuti al 60% VO2max separate da 20 minuti di riposo portavano ad un aumento della spesa lipidica rispetto ad un'unica sessione steady state da 60 minuti eseguita alla stessa intensità. Goto et al. (2011) confermarono le precedenti conclusioni con tre sforzi aerobici da 10 minuti separati da 10 minuti di riposo. Questi erano in grado di portare ad una maggiore ossidazione di grasso rispetto a 30 minuti di esercizio continuato (lo stesso tempo).
La split session può avere anche un maggiore impatto sul dispendio energetico e lipidico post-allenamento. Kaminski et al. (1990) segnalarono un EPOC significativamente maggiore a seguito di un esercizio split (due sessioni da 25 minuti al 75% VO2 max) rispetto ad un esercizio continuato (50 minuti di corsa continua al 75% VO2 max). I valori del EPOC per le sessioni di allenamento divise sono stati combinati, ed è stata registrata una media di 3,1 litri (15,5 calorie) per l'esercizio intermittente rispetto a 1.4 litri (7 calorie) per l'esercizio continuato. Analogamente, Almuzaini et al. (1998) riportarono valori del EPOC più elevati in seguito a due sessioni da 15 minuti rispetto a 30 minuti di esercizio continuato al 70% VO2 max. L'EPOC medio dopo l'esercizio intermittente era di 7,4 litri (37 calorie) rispetto a 5,3 litri (26,5 calorie) relative all'esercizio continuo.

### Steady State Traininge Zone di allenamento
Lo Steady State Training può essere svolto a diverse frequenze cardiache (intensità), e ogni range di queste frequenze, calcolato solitamente in percentuale sulla frequenza cardiaca massima (FCmax o HRmax) tramite diverse formule, rientra nelle cosiddette Zone di allenamento (Training zones) a seconda degli obiettivi dell'atleta. In realtà esistono delle limitazioni riguardo alla durata (volume) in rapporto con i livelli del battito cardiaco (intensità): a basse e medie intensità (Zona 1 e 2) la durata può essere maggiore, mentre ad alte intensità questa deve essere più contenuta. L'SST, proprio per le sue peculiarità che lo rendono un allenamento adatto per lunghe distanze o per lunghi periodi, viene più spesso impostato a basse e medie intensità, per poter permettere che l'esercizio venga mantenuto nel tempo. Con l'aumentare della frequenza cardiaca si entra nelle zone superiori (Zona 3 o superiori), e la durata dell'esercizio deve essere ridotta. Ad esempio, mentre è possibile mantenere un allenamento SST in Zona 1 per ore, si avrà la possibilità di mantenerlo per solo pochi minuti in Zona 5. Praticamente tutti gli allenamenti aerobici che si mantengono esclusivamente nelle Zone 1 e 2 sono sotto forma di SST. Come l'esercizio si sposta all'interno di zone superiori, l'allenamento assume più spesso le caratteristiche dell' Interval training, viene cioè intervallato da periodi di recupero attivo al fine di recuperare le forze per potersi mantenere il più possibile all'interno delle zone alte.
- Zona 1 (molto leggero): raggiungibile tra il 50 e il 65% della FC max, è un'attività blanda, ideale come prestazione tonificante, capillarizzante, riabilitativa, per mantenersi in forma. La zona 1 è definita la "fascia capillarizzante", utile a ridurre le resistenze periferiche, aumentare il numero e rafforzare la struttura del letto vascolare, e diminuire la pressione. Il principale substrato energetico utilizzato, considerando anche le giuste scelte alimentari, sono principalmente i lipidi plasmatici (sistema aerobico lipidico).
- Zona 2 (leggero): raggiungibile tra il 65 e il 75% della FC max, è per definizione il range di intensità adatto al massimo consumo di lipidi a scopo energetico (lipolisi), adatto anche per la prestazione di durata. La zona 2 è quindi generalmente definibile come la "fascia lipolitica". Verso le zone alte di questo range inizia ad avviarsi un importante consumo di carboidrati (transizione o punto di "crossover", dal sistema aerobico lipidico al sistema aerobico glucidico).
- Zona 3 (moderato): raggiungibile tra il 75 e l'85% della FC max, è l'allenamento adatto al miglioramento della prestazione e capacità cardiovascolare e cardiorespiratoria, della resistenza, e della potenza aerobica. In questo range (80-85% FCris Karvonen) si raggiunge il punto di "crossover, cioè una zona di intensità in cui cominciano a prevalere i glucidi come principale substrato energetico, risultando pienamente nel sistema aerobico glucidico.
- Zona 4 (elevato): tra l'85 e il 90% della FC max, rappresenta approssimativamente la soglia anaerobica, oltre il quale vengono utilizzate esclusivamente riserve glucidiche per la prestazione. È un allenamento di potenza anaerobica lattacida utile per lo sprint o la preparazione atletica, ma è sconsigliato se non da parte di atleti esperti. Entro questo range, il sistema aerobico quindi viene sopraffatto dal sistema anaerobico lattacido.
- Zona 5 (massimale): tra il 90 e il 100% della FC max, è una prestazione che non può essere mantenuta se non per brevissimi periodi. È il range della soglia alattacida, in cui subentra il sistema anaerobico alattacido con il consumo dei fosfati muscolari (ATP, creatinfosfato).

## Aerobica e dimagrimento
Uno dei motivi più comuni per cui si ricorre all'attività aerobica è quello di ridurre i depositi di grasso corporeo depositato nel tessuto adiposo (trigliceridi), e quindi di enfatizzare il processo metabolico della lipolisi. La caratteristica del sistema energetico aerobico è infatti quella di ossidare lipidi e glucidi, con una prevalenza dell'uno o dell'altro substrato a seconda di diverse variabili. A determinare il dimagrimento infatti non è tanto il deficit calorico eventuale che si viene a creare con l'allenamento, ma una serie di eventi e modifiche metaboliche e fisiologiche determinate dall'attività stessa e dall'alimentazione, che inducono dei miglioramenti sul lungo termine sotto il profilo dell'efficienza metabolica del corpo. Il dispendio calorico totale non rivela la provenienza delle calorie spese, che possono derivare da molteplici fonti: acidi grassi liberi (FFA) plasmatici, glicogeno muscolare, glicogeno epatico, glucosio ematico, carboidrati e lipidi assunti con la dieta, trigliceridi depositati nel tessuto adiposo, trigliceridi intramuscolari (IMTG), proteine/amminoacidi, o altri substrati glucogenetici quali glicerolo, lattato e piruvato. Ad esempio, in un ipotetico caso di prestazioni ad intensità elevate e una durata ridotta, o a basse intensità e lunga durata, a parità di dispendio calorico in entrambe le sedute, prevalgono rispettivamente glucidi nel primo caso e lipidi nel secondo. Le proteine/amminoacidi, possibile substrato impiegato nell'attività di endurance, in realtà non sono significativamente metabolizzati in condizioni normali. Ciò avviene nei casi di digiuno prolungato ed esercizi troppo protratti, in cui fino al 10% di questi substrati può arrivare a coprire la domanda energetica. Quindi di per sé la mera valutazione del dispendio calorico non lascia intendere se l'allenamento è stato produttivo ai fini dell'impiego di trigliceridi depositati nel tessuto adiposo, cioè il substrato che interessa intaccare per ridurre le riserve di grasso, ma, a seconda di alcune misure prese, è possibile massimizzare il dispendio calorico a carico dei lipidi piuttosto che dei glucidi o altri substrati. Spesso non si considerano molti fattori più specifici che possono condizionare la lipolisi, in positivo o in negativo. A differenza di tessuti come il muscolo scheletrico, che ricavano gli FFA dal plasma sanguigno, nel tessuto adiposo il flusso degli acidi grassi attraverso la membrana cellulare è bidirezionale: verso l'esterno nei periodi di netta mobilizzazione dei grassi, come durante il digiuno e l'esercizio fisico, e verso l'interno durante il periodo post-prandiale.
Come accennato nei punti precedenti:
- la manipolazione dietetica gioca un ruolo fondamentale[24]: una dieta ricca di glucidi, e la loro assunzione nelle ore precedenti, o durante l'attività stessa, blocca o inibisce questo processo[25], in tal senso si sottolinea che in questo caso il dispendio calorico si sposta maggiormente a carico dei glucidi e meno dei lipidi;
- il rapporto tra intensità e volume di allenamento determinano una variabilità nell'impiego dei substrati[24]: a basse intensità e alto volume si intensifica l'impiego di lipidi e rimane ridotto l'impiego di glucidi, mentre a medie e alte intensità e bassi volumi, si intensifica l'impiego di glucidi e di riduce quello di lipidi;[20][24]
- esistono quindi zone di intensità relativa che sono più adatte per la combustione di lipidi;
- alcune macchine cardio sono in grado di accentuare il dispendio calorico e la lipolisi rispetto ad altre a parità di intensità:[26] è il caso dei macchinari che mobilitano completamente il corpo evitando la componente statica, e che impongono il carico antigravitario;
- lo stato di allenamento condiziona la lipolisi[24]: per gli atleti allenati la zona lipolitica è diversa rispetto a quella della media dei soggetti;[25]
- la combustione di lipidi può variare anche in base al sesso;[27]

In linea generale la percentuale allenante sulla frequenza cardiaca in cui risulta più spiccata la lipolisi è unanimemente riconosciuta tra il 65 e il 75% della FC sul calcolo di Karvonen (FCris), oppure tra il 60 e il 65% sul VO2max. La lipolisi dei lipidi (trigliceridi) depositati viene raggiunta con almeno 20 minuti di attività protratta. Spesso però non si considera che questi dati si riferiscono all'attività eseguita sul treadmill (tapis roulant), quindi subiscono una variazione su altre macchine, come ad esempio il cicloergometro. Consultando alcuni studi clinici, i quali solitamente valutano l'intensità relativa soprattutto del VO2max piuttosto che della FCris, emergono ulteriori dati interessanti e non sempre dal risultato univoco: Holloszy et al. riconoscono una zona lipolitica approssimativamente tra il 55 e il 75% del VO2max; Turcotte (1999) riconosce il massimo range lipolitico tra il 60 e 65% del VO2max; Achten et al. (2002) riconoscono il range massimo lipolitico tra il 55 e 72%; Knechtle et al. individuano un maggior dispendio lipidico al 75% rispetto al 65 o al 55%; Achten e Jeukendrup (2004) riconoscono una differenza tra gli individui allenati e non, con una zona tra il 59 e il 64% per gli allenati, e tra 47 e 52% per la media della popolazione; Capostagno e Bosch (2011) riconoscono la massima combustione di lipidi al 75% del VO2max. Da quanto emerge, pare che non esista una zona lipolitica troppo definita dal calcolo della percentuale allenante sul VO2max, con un range molto ampio con minime che si aggirano attorno al 50% e massime attorno al 75%, quindi con un valore medio indicativo di 62,5%, una media che rientra nel range del 60-65% del VO2max generalmente riconosciuto come la zona lipolitica.
Per quanto riguarda le macchine aerobiche, a parità di intensità il treadmill (tapis roulant) consente un'ossidazione di lipidi notevolmente maggiore rispetto alla ciclette (cicloergometro), arrivando anche ad una differenza del 28% in più. Sembra inoltre che le donne riescano ad ossidare più lipidi rispetto agli uomini a parità di intensità sul totale dispendio calorico.

## Steady State TrainingoInterval trainingper il dimagrimento
In generale, lo Steady State Training viene ritenuto un efficace metodo per ridurre la percentuale di grasso corporeo, soprattutto se svolto nelle Zone 1 e 2. Viene teorizzato che l'SST a bassa e media intensità (cioè il Long Slow Distance Training) sarebbe più adatto a questo scopo se paragonato con l' interval training perché permette, a parità di consumo calorico, un maggiore dispendio lipidico. Non a caso la Zona 2 viene dominata "Zona lipolitica", perché riconosciuta come l’intensità media in cui viene intensificato maggiormente il dispendio energetico a carico dei lipidi durante l'esercizio (a circa il 65% del VO2max). Ciò è dato dal fatto che l'esercizio a intensità moderate esalta il dispendio di grassi, al contrario maggiore è l'aumento dell’intensità e maggiore e il dispendio di carboidrati a scapito dei grassi. Tuttavia, questa teoria valuta solo il dispendio energetico prettamente durante l'attività fisica, e non considera che anche il dispendio energetico totale per unità di tempo è molto basso, di conseguenza l'incremento del metabolismo e della termogenesi durante (EAT) e dopo (EPOC) l'allenamento sono minimi. Mentre l'esercizio aerobico ad alta intensità richiede una maggiore percentuale energetica/calorica da fonti glucidiche, l'ammontare di calorie totali, e delle calorie da fonti lipidiche, può essere maggiore rispetto all'esercizio ad intensità inferiori. Ma è ancora più rilevante il fatto che l'esercizio aerobico ad alta intensità accelera il metabolismo dei grassi e il metabolismo basale potenzialmente per 24 ore. Questo incremento acuto del metabolismo basale e del metabolismo dei grassi, e quindi del dispendio lipidico a scapito dei carboidrati, ha un effetto positivo sulla perdita di grasso. Più recentemente ha cominciato a farsi strada l'idea che l’interval training sia meglio indicato per ridurre il grasso corporeo, nonostante durante l'attività il dispendio calorico attinga in maniera notevolmente maggiore dai carboidrati. La categoria degli esercizi aerobici cardiovascolari interval training prevede che l'esecutore alterni pochi minuti di fasi ad alta intensità (spesso superando la soglia anaerobica) con altri a bassa intensità, presentandosi quindi in piena contrapposizione con lo Steady State Training, in cui l'esecutore mantiene la stessa intensità, solitamente a regimi bassi o intermedi, durante tutta la sessione. Va quindi precisato, che una delle principali differenze tra i due metodi sta nel fatto che a parità di dispendio energetico/calorico, i substrati energetici utilizzati durante le due sessioni differisce notevolmente. Un programma ad alta intensità favorirà principalmente il consumo di glicogeno durante l'esercizio, mentre uno a moderata o bassa intensità sfrutterà prevalentemente lipidi. Per fare un esempio, è stato riconosciuto che l'attività aerobica di bassa intensità (33% VO2max) e di lunga durata o alto volume (90 min), risulta in una maggiore ossidazione totale di grassi rispetto all'attività fisica di intensità moderata (66% VO2max) e durata più ridotta (45 min), ma dal simile dispendio calorico. In base all'interpretazione di questi dati, molti sono stati portati a sostenere che senza dubbio uno Steady State Training a moderata o bassa intensità risulti un metodo migliore per bruciare grasso, senza considerare che il dispendio energetico post-allenamento (EPOC) e l'impatto metabolico globale dell'allenamento, in cui aumenta il consumo di grassi a scapito dei carboidrati, è più dipendente dal fattore intensità. L'EPOC rappresenta l'aumento del dispendio energetico a seguito dell'attività fisica, e risulta come un importante fattore in grado di incidere sul dimagrimento proprio per l'aumento della spesa lipidica. Comparando l'esercizio a bassa intensità (50% VO2max) con quello a media intensità (75% VO2max), a parità di dispendio calorico l'esercizio a maggiore intensità impone un notevole aumento dell'entità del EPOC. Questa constatazione coincide con l'osservazione che intensità superiori, attorno alla soglia anaerobica (cioè alte intensità, attorno all'85% FCmax) per un minimo di 10 minuti sembrano stimolare per circa 24 ore la massima secrezione di GH, cioè un ormone dalle forti proprietà lipolitiche. I risultati scientifici mettono in discussione e ridimensionano lo Steady State Training come metodo più adatto per il dimagrimento rispetto al interval training o all'esercizio cardio ad alta intensità, proprio per il fatto che gli incrementi del metabolismo basale, della termogenesi da attività fisica (EAT) e del EPOC, cioè tutti parametri in grado di segnalare un incremento del metabolismo dei grassi, vengono aumentati con una maggiore intensità dell'esercizio.
Studi rilevano che per portare ad un rilevante incremento del EPOC con l'SST, sia indicato eseguirlo:
- ad alta intensità (70-85% VO2max) per un periodo di 30-60 minuti;[42]
- a moderata intensità (60-70% VO2max) per un periodo di 60-80 minuti;[43]

### Steady State TrainingoInterval training: evidenze scientifiche
Uno dei primi studi per constatare se l’Interval training fosse superiore al SST in termini di dimagrimento venne tenuto nel 1994 da Tremblay et al. Un gruppo seguì un programma di 15 settimane con l'HIIT (High Intensity Interval Training), mentre l'altro effettuò uno Steady State Training per 20 settimane. Il gruppo SST bruciò 15.000 calorie in più rispetto ai loro omologhi del gruppo HIIT. Coloro che seguirono il programma HIIT, tuttavia, persero 9 volte più grasso corporeo
Bryner et al. (1997) non esaminarono un protocollo in Interval training, ma compararono gli effetti di due protocolli Steady State, rispettivamente a media e alta intensità per 16 settimane 4 volte a settimana. Il primo gruppo si allenava per circa 40-45 minuti per 4 volte a settimana ad una frequenza cardiaca media di 132 pbm. Il secondo gruppo si allenava per circa 40-45 minuti per 4 volte a settimana ad una frequenza cardiaca media di 163 pbm. Come risultato dello studio, la percentuale di massa grassa venne ridotta nel protocollo ad alta intensità, ma rimase invariato in quello a media intensità.
Un altro studio (King, 2001) dimostrò risultati a favore del Interval training su soggetti che seguirono un programma di otto settimane di HIIT. Ancora una volta, l'HIIT dimostrò essere il migliore allenamento brucia grassi, in quanto il programma favorì una perdita del 2% di grasso corporeo. Al contrario, i soggetti che seguirono il programma Steady State di otto settimane non persero grasso corporeo
Boutcher et al. (2007) riscontraromo che un gruppo di donne che seguiva un programma HIIT di 20 minuti costituito da otto secondi sprint seguiti da 12 secondi di riposo, persero sei volte più grasso corporeo di un gruppo che seguiva un programma cardio di 40 minuti effettuata ad una intensità costante al 60% della FCmax.
I motivi per cui l’Interval training (soprattutto l'HIIT) riduce maggiormente il grasso corporeo sono svariati, ma sembra che il principale sia da ritrovare nell'incremento del metabolismo. Treuth et al. (1996) rilevarono che i soggetti che seguivano un allenamento HIIT su cicloergometro bruciavano una quantità di calorie significativamente maggiore durante le 24 ore che seguivano l'allenamento rispetto ai soggetti che eseguivano uno Steady State su cicloergometro a moderata intensità, a causa di un aumento nel metabolismo basale. Il già citato studio di King (2001) riscontrò che i soggetti che praticavano il programma HIIT bruciavano circa 100 calorie in più al giorno durante le 24 ore dopo l'esercizio.
Nel 2007, alcuni ricercatori presenti della riunione annuale del American College of Sports Medicine (ACSM) Meuret et al. riportarono che i soggetti che eseguirono un programma HIIT bruciarono quasi il 10% di calorie in più durante le 24 ore a seguito dell'esercizio rispetto al gruppo Steady State, nonostante il fatto che le calorie totali bruciate durante ogni allenamento fossero le stesse.
Wisløff et al. (2007) analizzarono gli effetti dello Steady State Training e del Interval Training su pazienti cardiopatici. Ventisette soggetti vennero suddivisi in due gruppi: un gruppo eseguiva uno Steady State al 70% della FCmax, l'altro svolgeva un Interval Training con picco al 95% della FCmax, entrambi seguivano il rispettivo protocollo per 3 volte a settimana per 12 settimane. Il gruppo sottoposto al Interval training ottenne maggiori benefici riguardo all'efficienza cardiaca. I ricercatori non stavano analizzando strettamente gli effetti dell'allenamento sul dimagrimento, ma ciò che interessa in questi termini, riguarda il fatto che il protocollo Interval training favorì la produzione di proteine che promuovono l'attività mitocondriale nel muscolo scheletrico, di conseguenza la capacità dei muscoli di sfruttare lipidi a scopo energetico. Questo miglioramento della funzione mitocondriale venne osservato solo nel Interval training. A supporto di questi risultati, Talanian et al. (2007) rilevarono che un gruppo di giovani donne che eseguì l'HIIT per sette volte in due settimane, riportò un incremento del 30% sia dell'ossidazione lipidica che del livello di enzimi muscolari che migliorano l'ossidazione lipidica.
Tjønna et al. (2008) compararono gli effetti del Interval training con quelli dello Steady State su 32 pazienti affetti da sindrome metabolica. L’Interval training era composto da 4 periodi di 4 minuti di attività al 90% della FCmax intervallati da 3 minuti di recupero attivo al 70% della FCmax. Lo Steady State prevedeva un'attività aerobica costante al 70% della FCmax. Entrambi gli allenamenti vennero impostati in modo da portare allo stesso dispendio calorico. Questi allenamenti venivano eseguiti su treadmill 3 volte alla settimana per 16 settimane. Nonostante i due protocolli avessero rivelato una simile efficacia nel ridurre il grasso corporeo, il protocollo Interval training portò ad una riduzione maggiore del 100% sulla presenza di alcuni enzimi (FATP-1 e FAS) responsabili della lipogenesi (il fenomeno metabolico di accumulo dei grassi).
Burgomaster et al. (2008) compararono gli effetti del HIIT e dello Steady State per verificare le eventuali differenze sulla capacità ossidativa del muscolo scheletrico e sugli adattamenti metabolici indotti. L'HIIT consisteva in 4-6 periodi di prestazione ad alta intensità intervallate da 4.5 minuti di recupero, per 3 volte a settimana. Il protocollo SST consisteva in 40-60 minuti di prestazione su cicloergomentro a circa il 65% del VO2max per 5 giorni a settimana. I ricercatori constatarono che questo metodo risulta come un'efficiente strategia per aumentare la capacità ossidativa del muscolo scheletrico e portare a specifici adattamenti metabolici durante l'esercizio, che sono paragonabili ai protocolli Steady State tradizionali, nonostante il volume e la frequenza delle sessioni HIIT fosse inferiore.
Trapp et al. (2008) vollero determinare gli effetti di un programma di allenamento intermittente ad alta intensità sul grasso sottocutaneo e del tronco e sulla resistenza insulinica su 30 giovani donne (età media 20 anni). Il programma intermittente ad alta intensità (High-Intensity Intermittent Exercise, HIIE) prevedeva degli sprint di 8 secondi seguiti da 12 secondi di recupero, per un massimo di 20 minuti. Questo veniva comparato ad un allenamento Steady State (SST) che prevedeva una prestazione cardio al 60% della FC max, per 40 minuti su cicloergometro. Sebbene entrambi gli allenamenti avessero dimostrato un miglioramento significativo della capacità cardiovascolare, solo il gruppo HIIE subì una significativa riduzione del peso corporeo, della massa grassa, e dei livelli insulinici. Da notare che il programma che favorì una maggiore perdita di grasso trovava una durata massima di circa la metà rispetto al gruppo SST. Il protocollo HIIE creò inoltre una significativva riduzione del grasso depositato a livello degli arti inferiori al contrario del gruppo SST. I ricercatori conclusero che il protocollo intermittente ad alta intensità 3 volte a settimana per 15 settimane, comparato con il classico Steady State a media intensità, era associato ad una maggiore e significativa riduzione della massa grassa totale, del grasso sottocutaneo degli arti inferiori e del tronco, e dell'insulinoresistenza su giovani donne.
Irving et al. (2008) esaminarono gli effetti della variazione dell'intensità nell'esercizio sulla riduzione del grasso viscerale su donne obese affette da sindrome metabolica. I soggetti vennero divisi in due gruppi: uno ad intensità bassa, al di sotto della soglia anaerobica, e l'altro ad intensità alta, con picchi sopra la soglia anaerobica. Entrambi i protocolli vennero impostati in modo da creare lo stesso dispendio calorico. Il protocollo ad alta intensità favorì una netta riduzione del grasso addominale, sia sottocutaneo che viscerale, mentre non vennero osservati cambiamenti significativi in alcun di questi parametri tra il gruppo a bassa intensità e il gruppo di controllo (cioè il gruppo che non eseguiva l'esercizio fisico). I ricercatori conclusero che i cambiamenti nella composizione corporea sono influenzati dall'intensità dell'esercizio, e i protocolli ad alta intensità sono più efficaci per la riduzione del grasso addominale nelle donne obese affette da sindrome metabolica.
Uno tra i pochi studi in controtendenza sulla questione venne trattato da Venables e Jeukendrup (2008). I due ricercatori ipotizzarono che lo Steady State eseguito ad una specifica intensità costante tale da massimizzare il dispendio di lipidi, potesse portare ad una maggiore ossidazione di grassi e ad un maggiore miglioramento della sensibilità insulinica rispetto ad un programma Interval training, su soggetti che seguivano una dieta eucalorica (cioè dall'apporto calorico bilanciato). Otto soggetti sedentari obesi sani di sesso maschile eseguirono due diversi blocchi di allenamento, ciascuno della durata di 4 settimane, rispettivamente di Steady State Training in fascia lipolitica e Interval training. Venne riscontrato che l'ossidazione di grassi era incrementata del 44% dopo lo Steady State ma non dopo l’Interval training, mentre la sensibilità insulinica venne incrementata del 27% dopo lo Steady State.
Questi cambiamenti avvennero nonostante non fosse stato rilevato alcun cambiamento del peso corporeo, dell'indice di massa corporeo (BMI), del rapporto vita/fianchi (WHR), della percentuale di massa grassa e del VO2max. I ricercatori conclusero che lo Steady State Training può provocare un maggior tasso di ossidazione lipidica aumentando il contributo dei grassi come substrato energetico durante l'esercizio, e può incrementare singnificativamente la sensibilità insulinica se comparato al protocollo Interval training.
Per concludere, una recente review di Boutcher (2011) riassumeva i risultati dei vari studi sul HIIT, sostenendo ancora che questo potesse avere un maggiore impatto sul miglioramento della composizione corporea rispetto allo Steady State.

## Steady State Training per l'innalzamento della soglia anaerobica
Lo Steady State Training è uno stile di allenamento che può essere sfruttato anche per innalzare la soglia anaerobica (lactate threshold). La soglia anaerobica si riferisce all’intensità dell'esercizio in cui avviene un brusco aumento del lattato nel sangue a causa dell'impiego quasi esclusivo di fonti energetiche glucidiche, e quindi del passaggio dal metabolismo aerobico ossidativo a quello anaerobico lattacido glicolitico. Nello stato di riposo e durante l'SST (quindi con la predominanza del metabolismo aerobico), c'è un equilibrio tra la produzione di lattato ematico e la sua rimozione e ricerche hanno indicato che i programmi di allenamento che prevedono una combinazione ad alto volume, tra Steady State e Interval Training, hanno l'effetto più pronunciato sul miglioramento della soglia anaerobica. Questo adattamento fisiologico dato dall'allenamento consente ad un individuo di migliorare la performance mantenendo velocità più elevate in Steady State, e mantenendo un equilibrio tra la produzione di lattato e la rimozione. L'allenamento di endurance aerobico influenza sia il tasso di produzione di lattato che la capacità di rimozione. Studi hanno trovato forti correlazioni tra le prestazioni in gare di endurance come la corsa, il ciclismo e la marcia e il massimo carico di lavoro in Steady State alla soglia anaerobica.
La maggior parte delle persone non ha accesso ai laboratori scientifici poter determinare dettagliatamente la propria soglia anaerobica. Di conseguenza, sono stati raccomandati dei metodi alternativi non-invasivi per stimarla, tra cui la percentuale relativa della frequenza cardiaca di riserva (FCris di Karvonen) e la Scala di percezione dello sforzo o Scala di Borg (RPE, Rating of Perceived Exertion). La ricerca ha dimostrato che la soglia anaerobica avviene tra l'80-90% della FCmax per gli individui allenati e al 50-60% della FCmax per i non allenati. La scala RPE può essere il metodo più accurato per determinare l’intensità di allenamento durante lo Steady State. La ricerca ha dimostrato che la scala RPE è fortemente correlata che l'innalzamento dei livelli ematici di lattato in risposta all'esercizio indipendentemente dal sesso, dallo stato di allenamento, dal tipo di esercizio in corso, o dall’intensità di allenamento. I risultati di studi hanno indicato che la soglia anaerobica si verifica tra i punteggi 13 e 15 sulla scala RPE, che corrispondono alle percezioni un po' duro e duro.

## Esempi di allenamento SST
SST 1 (protocollo monomacchina):
- Bike 65% FCmax 20'

SST 2 (protocollo a circuito):
- Bike 65% FCmax 5'
- Treadmill 65% FCmax 5'
- Bike orizzontale 65% FCmax 5'
- Stepper 65% FCmax 5'
- Bike 65% FCmax 5'

Sarà possibile apportare le adeguate modifiche ad un protocollo di allenamento SST:
- aumentando il tempo di permanenza sulle stazioni aerobiche;
- variando l'intensità di allenamento entro diverse Zone di intensità per stimolare diversi adattamenti;
- introducendo formule più precise per il controllo della frequenza cardiaca, come quella di Karvonen (FCris);

## Altri metodi cardiofitness
- Cardio-Peripheral Heart Action (Cardio-PHA)
- High Intensity Interval Training (HIIT)
- Power Aerobic Circuit (PAC)
- Circuit Training (CT)
- Stubborn Fat Protocol (SFP)
- Tabata Training
- Little method
- Spot reduction (SR)
- Aerobic Circuit Training (ACT)
- Aerobica Tonificazione Aerobica (ATA)
- Step-Wise Interval Training
- Fartlek
- Concurrent training